# Garten de l’Aigle

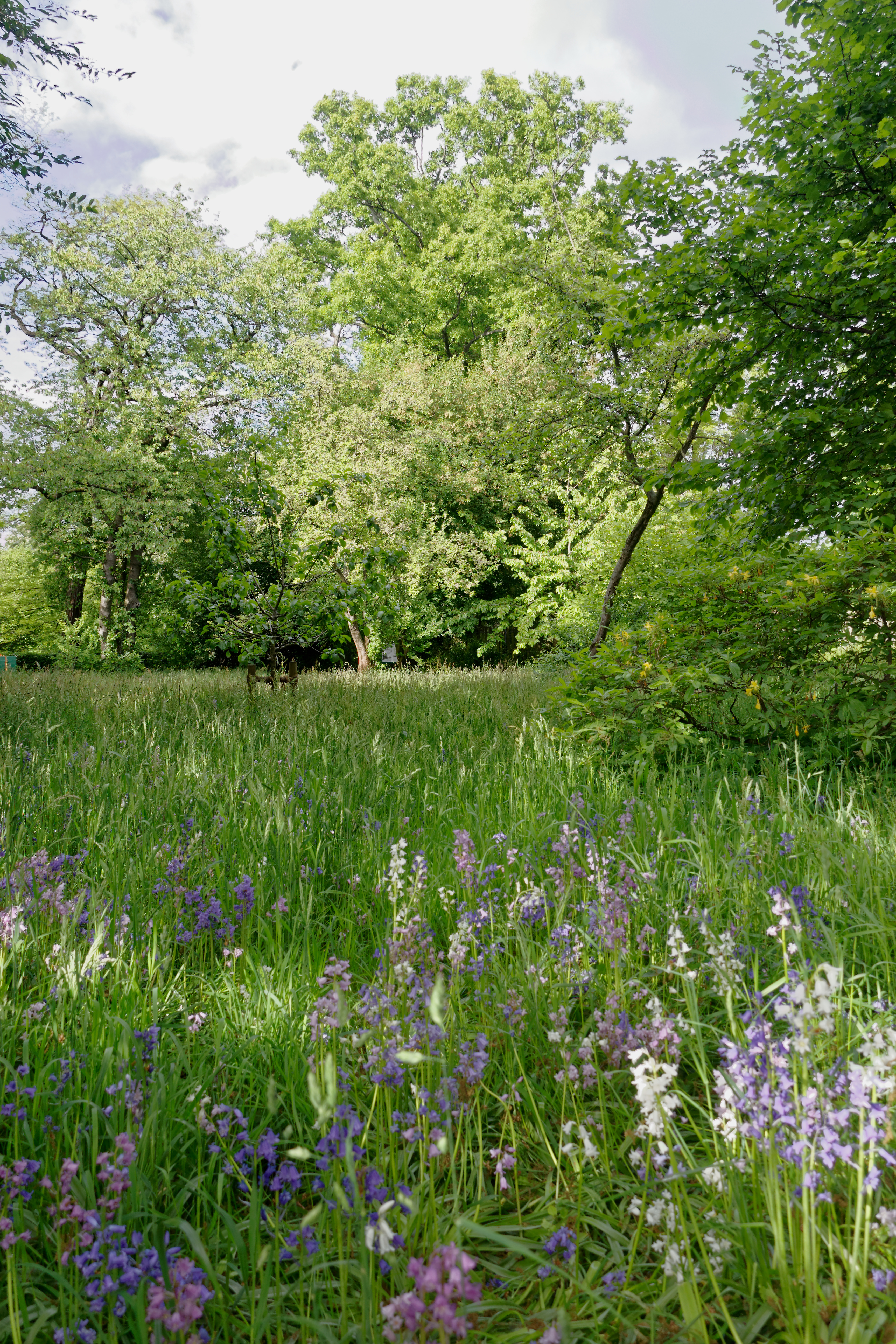
Zentrale Wiese Ende Mai

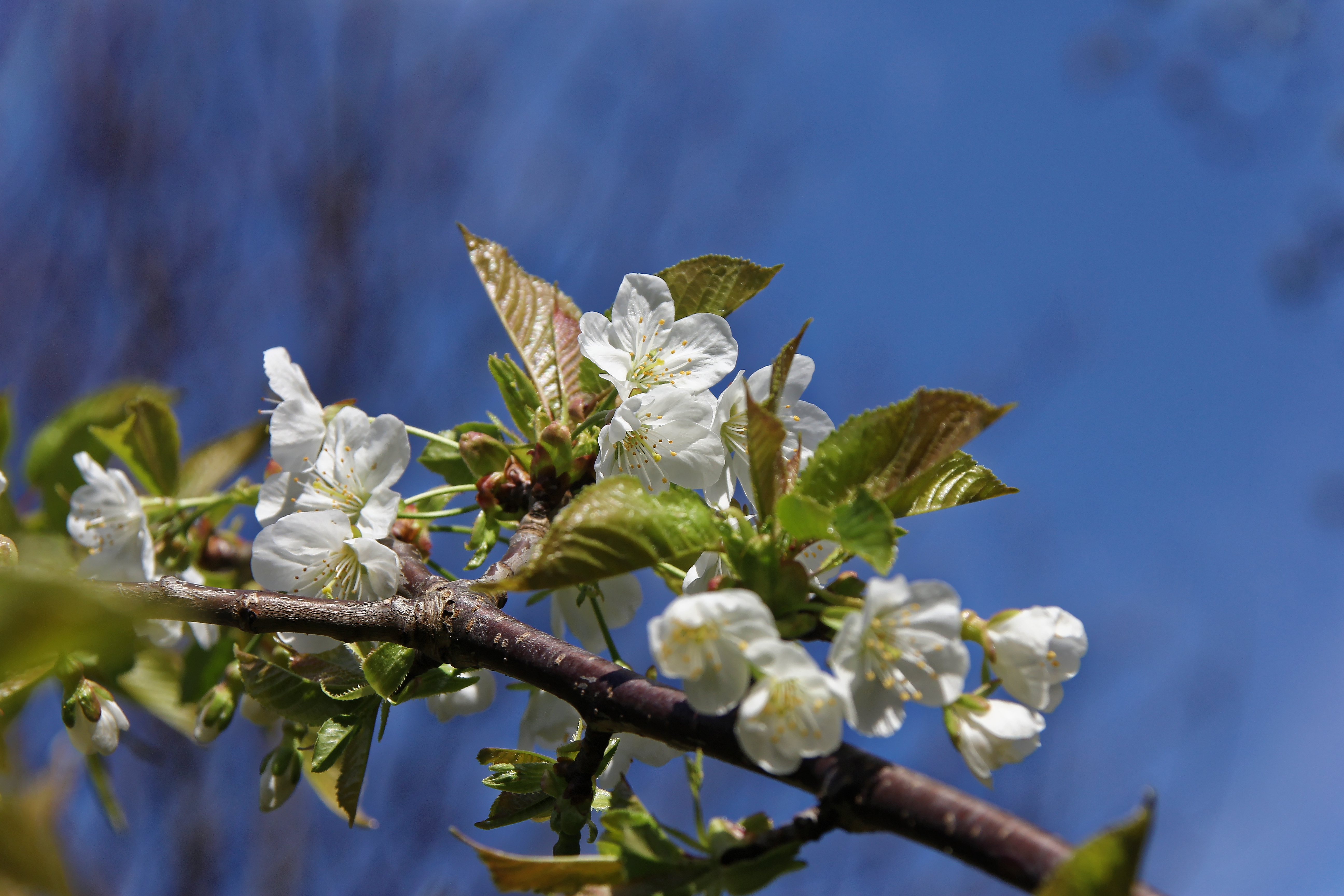
Blüten des großen Kirschbaumes

Der Garten de l’Aigle ist ein als Naturdenkmal bewerteter Park in Hamburg. Der Charakter des Parks wird durch die noch erkennbaren Reste eines Nutz- und Obstgartens des frühen 20. Jahrhunderts bestimmt.

## Lage
Der kleine Park liegt am nördlichen Rand des Hamburger Stadtteils Eppendorf auf dem Gelände der diakonischen Stiftung Anscharhöhe. Er hat eine annähernd quadratische Form mit Seitenlängen von ungefähr 38 m und 48 m, womit er eine Fläche von ca. 1800 m² hätte.

## Geschichte
Alexander de l’Aigle kaufte 1888 ein ca. 8000 m² großes Grundstück in Hamburg-Eppendorf, auf dem er ein Wohnhaus und einen dreigeteilten Garten errichtete. Der Garten bestand aus einem Ziergarten mit zahlreichen Rosenstöcken im Bereich des Hauses, einem Gemüsegarten und einer Wiese mit Obstbäumen. De l’Aigle achtete bereits bei der Auswahl der Obstbäume darauf, alte Obstsorten zu kultivieren und diese in ansprechender Form zu präsentieren. Nach seinem Tod übernahm seine Tochter Alma de l’Aigle den Garten und kultivierte ihn weiter, wobei ihr besonderes Interesse den Rosen galt. Mit dem Nutzteil des Gartens waren bereits Ideen der Reform des Gartenbaus vorweggenommen, die in den 1920er-Jahren von Leberecht Migge ausgearbeitet wurden.
Nach dem Tod der letzten der drei de-l’Aigle-Schwestern verwilderte das Gartenstück, das Wohnhaus wurde abgerissen. Trotzdem blieben wesentliche Teile des Gartens bis 1948 unverändert. Vor allem die pflanzengeschichtlich wertvollen Obstbäume stammten damals überwiegend noch aus der Anlagezeit des Gartens. Mehr als ein Drittel der zu dieser Zeit vorhandenen Obstsorten waren Sorten, die im restlichen Europa nicht mehr angebaut wurden. Als der Garten Anfang der 1990er-Jahre wieder in das öffentliche Interesse geriet, waren viele der Bäume und Rosenstöcke überaltert. Sie wurden teilweise auf dem Gelände selber verjüngt, teilweise auch an Baumschulen zur Vermehrung übergeben.
Die Rechtsnachfolger der Familie De l’Aigle verkauften das komplette Grundstück an ein Wohnungsbauunternehmen, das es mit Wohngebäuden bebauen wollte. Nach intensiven Verhandlungen zwischen den neuen Eigentümern und den Hamburger Behörden wurde nur der vordere Teil des Grundstücks bebaut und der hintere als Park umgestaltet. Dieser heute frei zugängliche Park macht ungefähr ein Viertel des ursprünglichen Gartens aus. Er ist seit den frühen 1990er-Jahren im Besitz der Stiftung Anscharhöhe und wird von der Stiftung Denkmalpflege Hamburg betreut. Die älteren Obstbäume hätten erhalten bleiben sollen, was jedoch nicht bei allen gelang.

## Ausstattung
Der Park ist bis auf die Eingangsbereiche umzäunt, er bietet einige Sitzbänke sowie Infotafeln zur Geschichte des Gartens und zur Nutzung nach 1990. Ein unmittelbar angrenzender Spielplatz gehört nicht mehr zum Park, sondern ist bereits Teil der Wohnanlage.

## Fotografien und Karte
Koordinaten: 53° 35′ 58″ N, 9° 58′ 48″ O

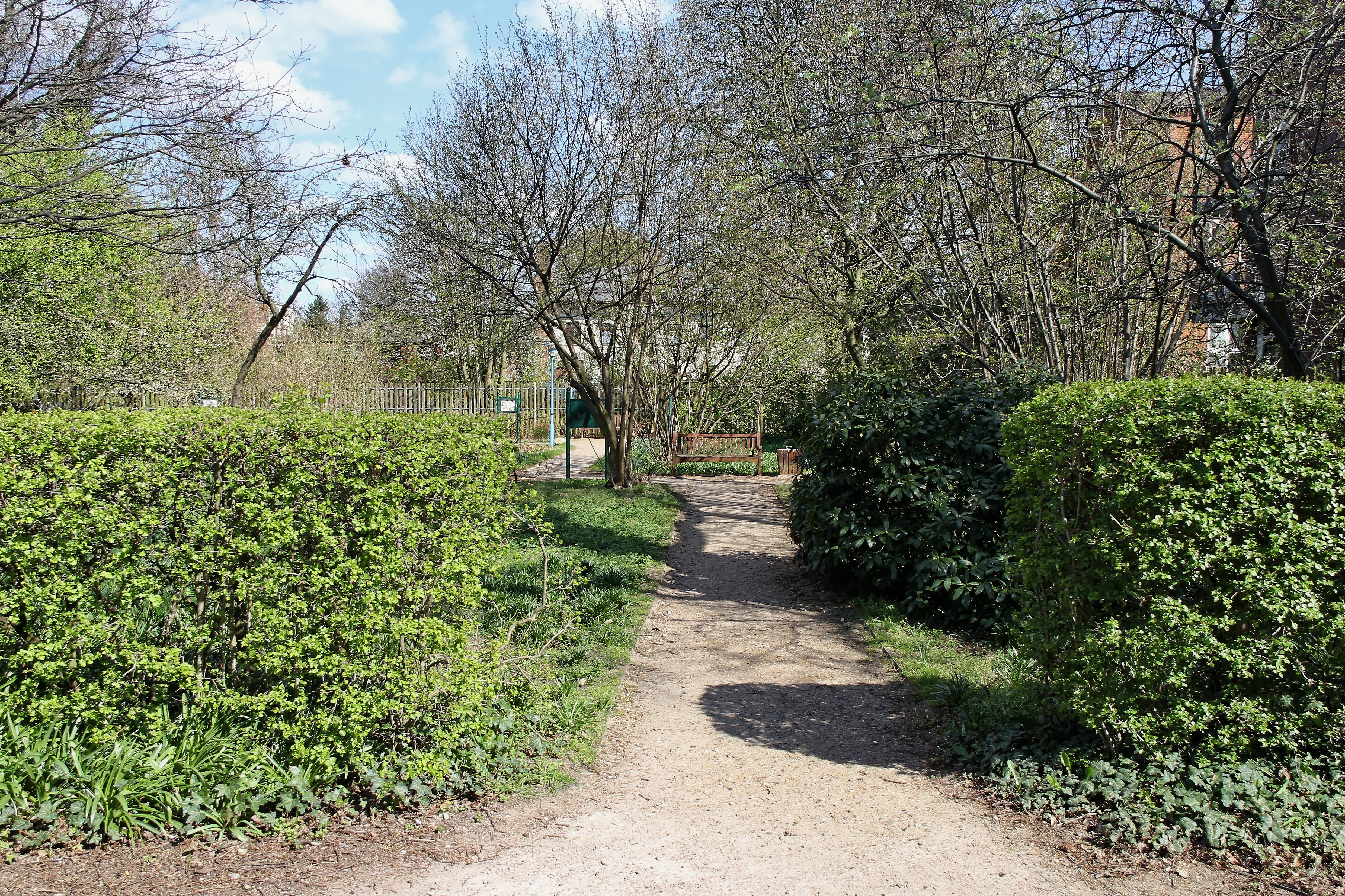
Westlicher Eingang
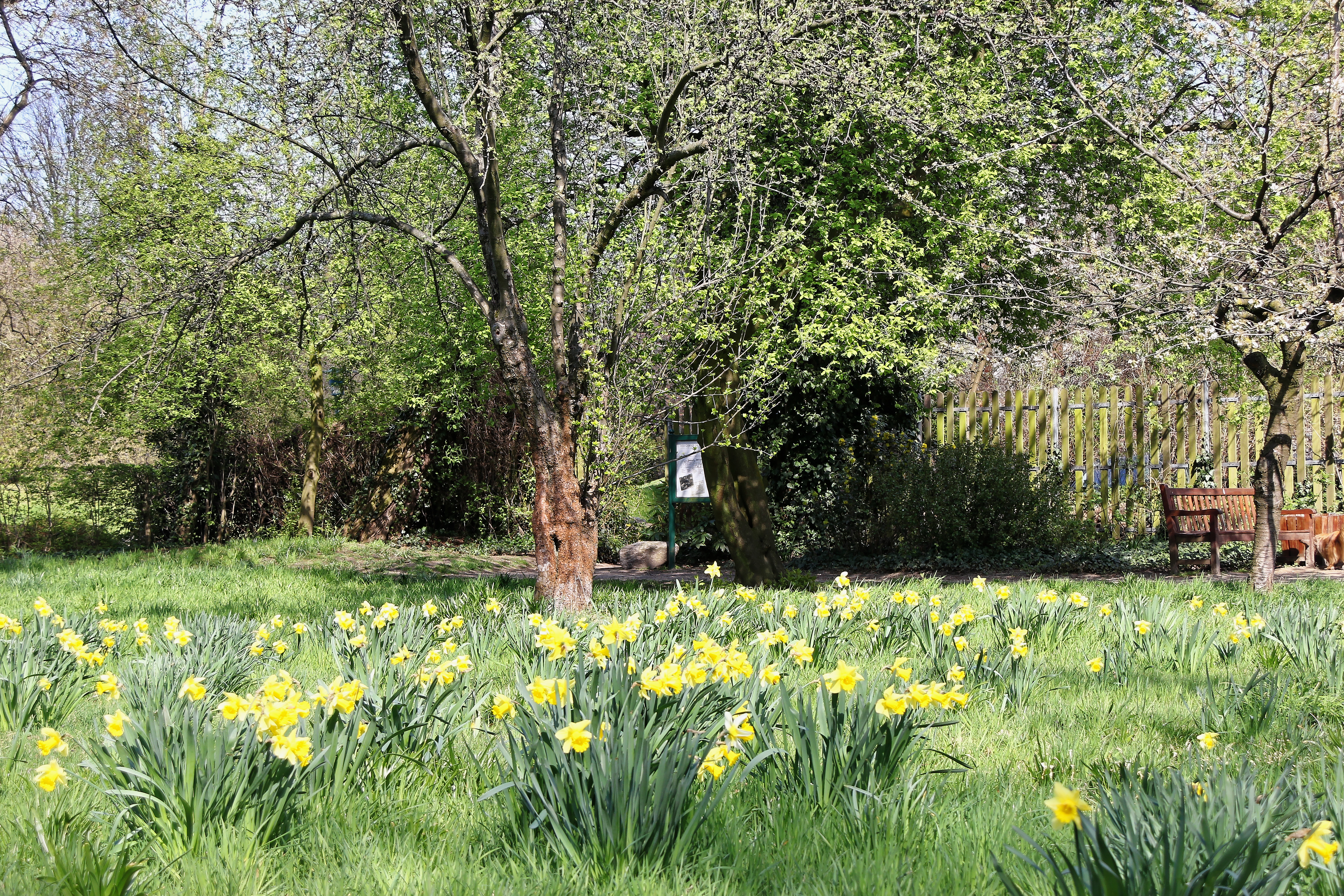
Zentrale Wiese mit Frühblühern
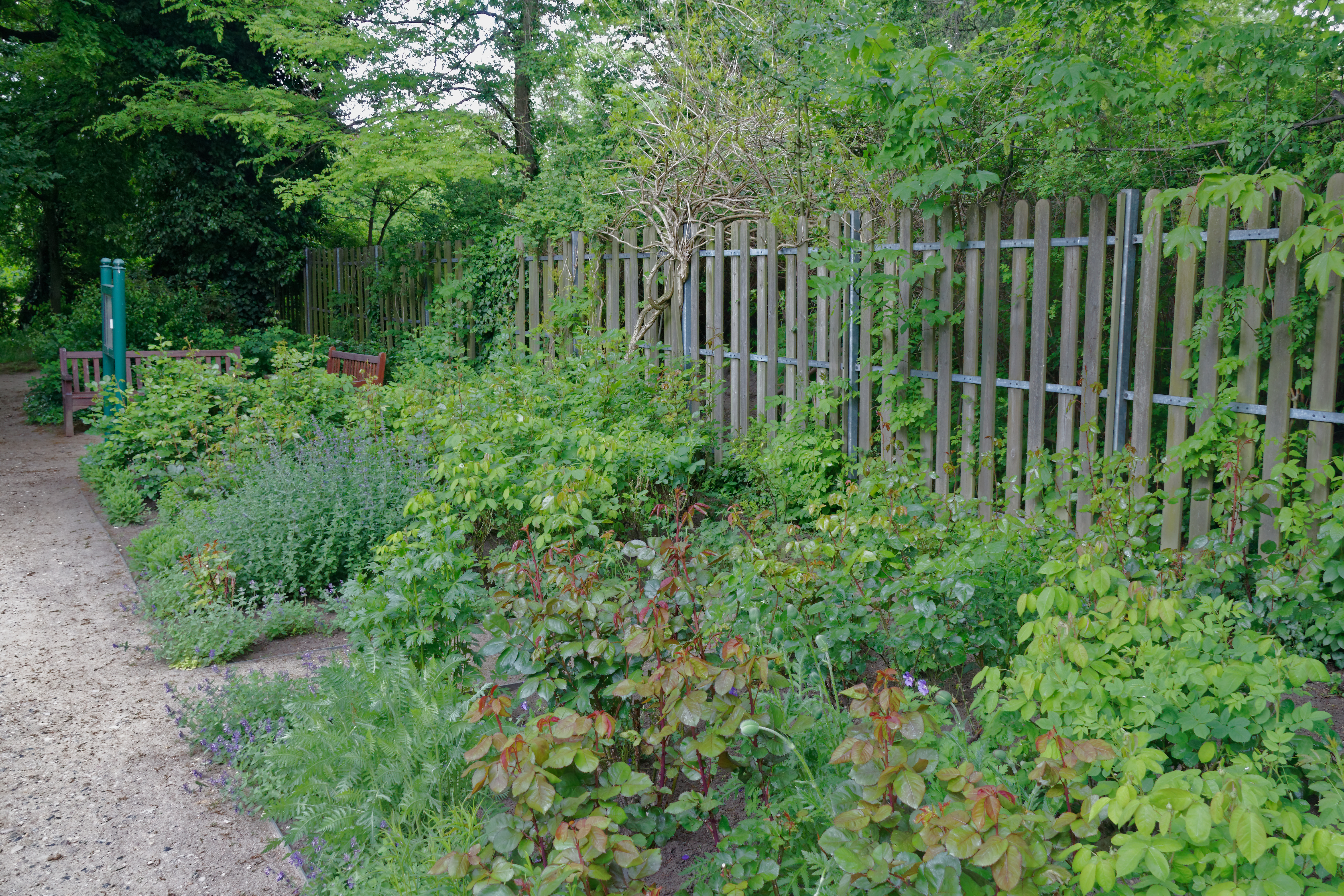
Rosenbeete
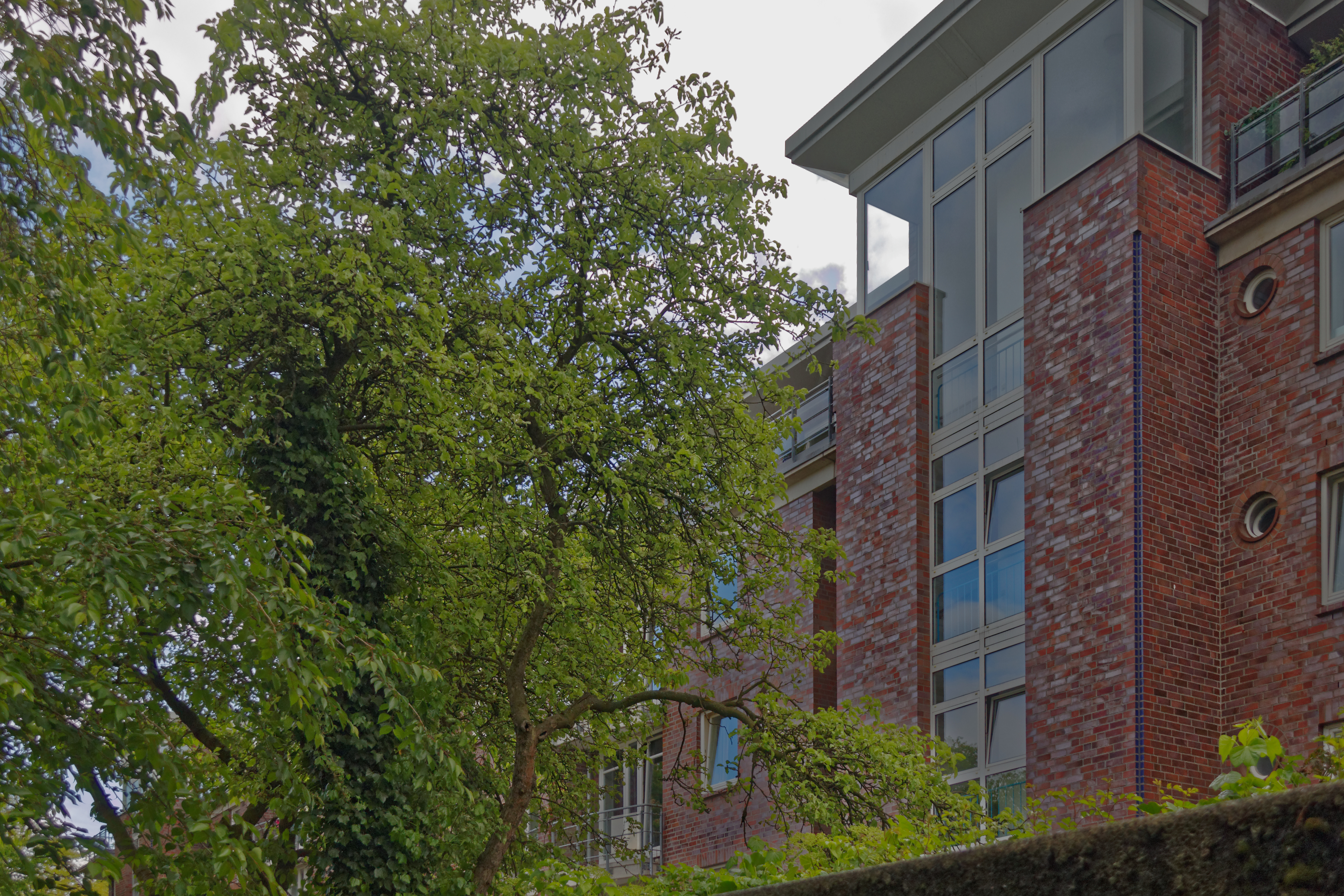
Alte Obstbäume vor Bebauung des vorderen Teils
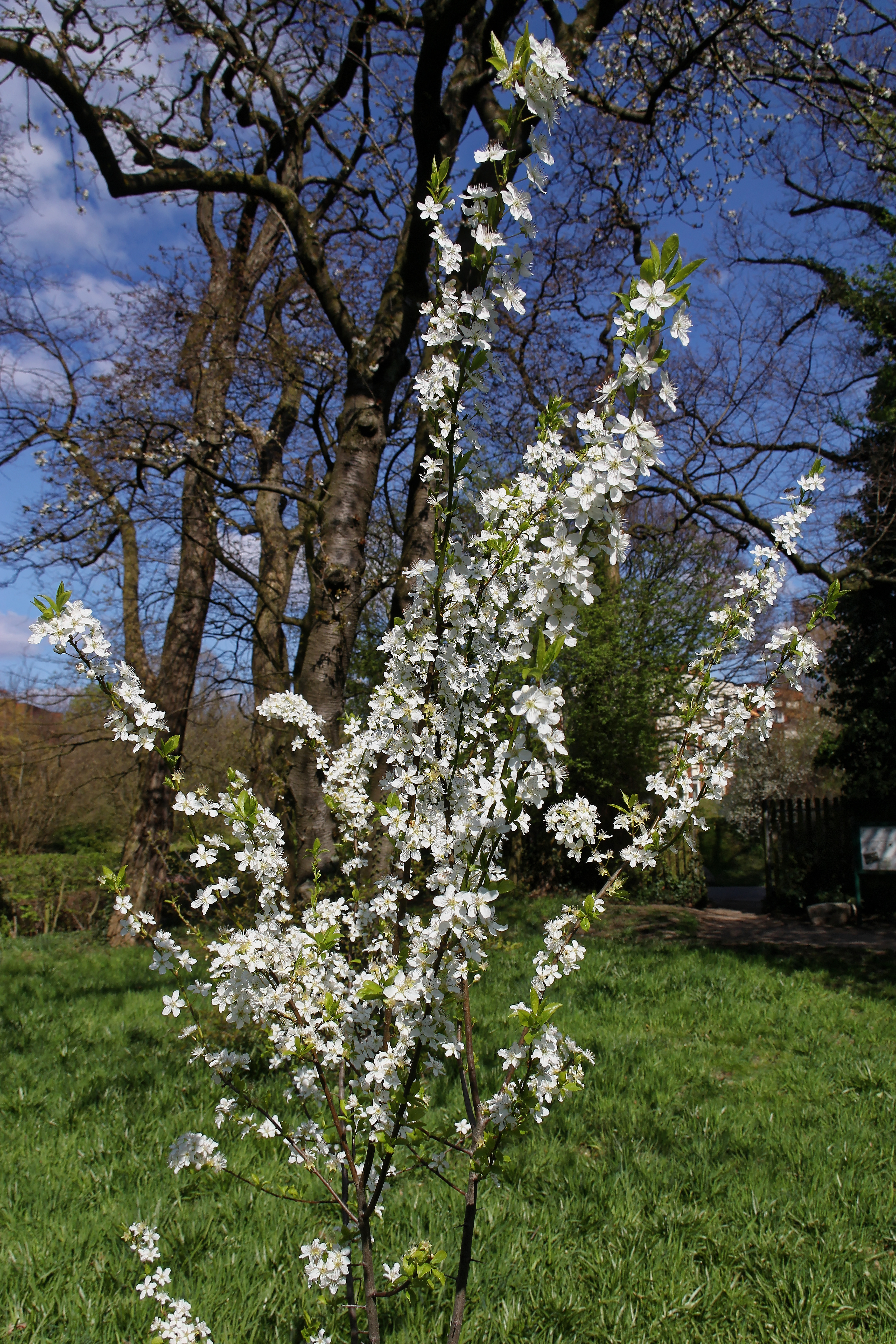
Neu gesetzter Obstbaum